# Kerstin Volz
Kerstin Volz (* 1971) ist eine deutsche Physikerin und Hochschullehrerin. Sie  lehrt an der Philipps-Universität Marburg und forscht im Bereich der Festkörperphysik und Materialwissenschaften.

## Biografie
Nach dem Abitur studierte Volz von 1990 bis 1996 Physik an der Universität Augsburg und schloss mit einer Diplomarbeit zur Modifikation von Silizium-Siliziumcarbid-Silizium Schichtsystemen bei Bernd Stritzker ab. Sie promovierte 1999 an der Philipps-Universität Marburg zum Thema Composition and structure of SiC films formed by ion implantation techniques bei Wolfgang Ensinger. Zwischen 1997 und 2000 hatte sie mehrere Forschungsaufenthalte am Osaka National Research Institute and am Nagasaki Institute of Technology. Im Rahmen eines Feodor Lynen-Forschungsstipendium war sie 2002 als Gastwissenschaftlerin am Department of Electrical Engineering der Stanford University bei James S. Harris. Von 2003 bis 2008 war sie Leiterin einer DFG-Nachwuchsforschungsgruppe am Wissenschaftlichen Zentrum für Materialwissenschaften der Universität Marburg. Sie habilitierte sich 2006 an der Universität Marburg mit dem Thema Novel III/V semiconductor structures: from heteroepitaxial growth to quantitative nanoscale analysis. Ab 2007 war sie als Wissenschaftlerin und Projektleiterin am Europäischen Graduiertenkolleg Elektron-Elektron Wechselwirkung in Festkörpern beteiligt, das bis 2011 lief. Als Gastprofessorin war sie von 2008 bis 2009 am Institut für Physik der Humboldt-Universität zu Berlin tätig.
Im Rahmen einer Heisenberg-Professur kehrte Volz 2009 an die Universität Marburg zurück. Dies war die erste Heisenberg-Professur und Volz die erste Physik-Professorin der Universität Marburg. Die damit dauerhaft neu geschaffene Professur für Strukturanalytik hat das Ziel, neue Methoden der Strukturanalytik zu entwickeln und an Halbleiter-Schichtstrukturen und anderen Funktionsmaterialien einzusetzen. Volz ist seither ordentliche Professorin für Experimentalphysik an der Universität Marburg. Ebenfalls seit 2009 leitet Volz, gemeinsam mit Wolfgang Stolz, das Struktur- und Technologieforschungslabor am Wissenschaftlichen Zentrum für Materialwissenschaften (WZMW) der Universität Marburg. Seit 2015 ist sie außerdem geschäftsführende Direktorin des WZMW.
2018/19 war sie Dekanin der Fakultät für Physik der Universität Marburg. Seit 2020 ist sie im Forschungsrat und im Promotionsausschuss des Forschungscampus Mittelhessen, einer Kooperation von Universität Marburg, Universität Gießen und der Technischen Hochschule Mittelhessen tätig. Sie engagiert sich auch besonders für Ausbildung und Lehre und initiierte insbesondere das Graduiertenkolleg Funktionalisierung von Halbleitern, das sie von 2012 bis 2021 als Sprecherin führte. Sie ist seit 2021 Sprecherin des Sonderforschungsbereichs Struktur und Dynamik innerer Grenzflächen, in dem sie mehrere Forschungsprojekte leitet. Sie ist Wissenschaftliche Beraterin des Managements der Dockweiler Chemicals GmbH, die hochreine Chemikalien unter anderem für die Halbleiterindustrie entwickelt und herstellt. Solche Stoffe werden zum Beispiel bei der Produktion von Computern, LEDs, Smartphones und laserbasierter Kommunikationstechnologie eingesetzt. Volz ist Mitinhaberin mehrerer Patente im Bereich der Halbleitertechnologien.
Volz ist Mitglied in der Deutschen Gesellschaft für Elektronenmikroskopie, deren Vorstand sie 2018 bis 2019 angehörte. Sie ist außerdem Mitglied der European Microscopic Society und der Deutschen Physikalischen Gesellschaft.

## Forschungsschwerpunkte
Als Experimentalphysikerin forscht Volz im Bereich der Festkörper- und Halbleiterphysik sowie der Materialwissenschaft und Nanotechnologie. Sie deckt mit ihren Forschungen die ganze Spanne von der Grundlagenforschung und Methodenentwicklung bis hin zur technischen Anwendung ab. Dazu gehören unter anderem die Verbesserung von Batterien, Solarzellen und Halbleiterlasern für opto-elektronische Schaltkreise.
Volz untersucht die Struktur und die inneren Wechselwirkungen von Funktionsmaterialien, d. h. von Stoffen, die zum Beispiel in Kommunikationsgeräten und Energietechnologien eingesetzt werden. Diese Verbundstoffe sind aus Lagen oder Schichten verschiedener chemischer Elemente oder Verbindungen aufgebaut. Dabei sind die physikalischen und elektrochemischen Vorgänge an den Schichtgrenzen bestimmend für das Verhalten und damit die Funktion. Unter anderem mit den Methoden der Rastertransmissionselektronenmikroskopie untersucht Volz die Vorgänge in den Schichtsystemen bis auf atomare Auflösung hinunter. Interessant sind dabei auch die Zusammenhänge zwischen Struktur und Herstellungsbedingungen von Halbleitermaterialien. Sie beschäftigt sich daher auch mit der Epitaxie und Abscheidung von Materialien aus der Gasphase (MOVPE, siehe Metallorganische Gasphasenepitaxie). Ziel ist es, durch das grundlegende Verständnis der Vorgänge diese Materialien verbessern zu können, oder neue Materialien mit gewünschten Eigenschaften gezielt herstellen zu können.
Dabei entwickelt Volz auch Methoden weiter, mit denen eine quantitative Charakterisierung der Struktur und der Wechselwirkungen möglich ist. Damit war und ist die Klärung bisher unbekannter, fundamentaler Aspekte des Ladungs- und Energietransfers an und über Grenzflächen in den Bauteilen möglich, die Gegenstand des Sonderforschungsbereichs Innere Grenzflächen sind. Im Rahmen des 2013 gestarteten Forschungsbereichs, den sie seit 2021 als Sprecherin leitet, wurden unter ihrer Beteiligung zunächst Methoden und Geräte entwickelt, um an vereinfachten Modellsystemen grundlegende Vorgänge beobachten zu können und damit zu verstehen wie chemische Bindungen, elektronische Kopplung und Energietransfer an Grenzflächen grundsätzlich funktionieren. In bisher zwei Verlängerungen des Forschungsprojekts wurden diese Methoden weiter verbessert und werden auf komplexe Bauteile und neue Materialklassen angewandt. Dazu gehören laut Volz Graphen, zweidimensionale Halbleiter oder topologische Isolatoren. Diese Forschungsarbeit ist interdisziplinär und umfasst Beiträge von etwa 80 Wissenschaftlern aus Chemie, Physik und Materialwissenschaften der Universitäten Marburg, Gießen, Münster und Leipzig, sowie dem Forschungszentrum Jülich. (Stand: 2021)
Für die methodische Weiterentwicklung der Transmissionselektronenmikroskopie (TEM) ist der Bau eines speziellen Gebäudes geplant, das unter anderem die Entkopplung von mechanischen Schwingungen sicherstellen soll, um die Auflösung weiter verbessern zu können. Das Bauwerk ATEMMA (Advanced Transmission Electron Microscopy Marburg) soll als Anbau des WZMW am Standort Lahnberge der Universität Marburg entstehen. Auf Antrag von Volz und neun weiteren Kooperationspartnern aus den Universitäten Marburg und Gießen wurde 2022 die Förderung durch die Gemeinsame Wissenschaftskonferenz beschlossen. Der Wissenschaftsrat betonte in der entsprechenden Empfehlung die „hohe wissenschaftliche und gesellschaftliche Relevanz und die ausgewiesene Expertise der Projektbeteiligten“. ATEMMA soll 2026 in Betrieb gehen. Mögliche Anwendungsgebiete des im Gebäude geplanten Mikroskops und der damit möglichen Untersuchungen sind die Entwicklung neuer Materialien etwa im Bereich Laser für neue Wellenlängen und ultraschnelle Transistoren.

## Preise
- 1996: Graduate Student Award der European Materials Research Society[2]
- 2001: Feodor-Lynen-Forschungsstipendium der Alexander-von-Humboldt-Stiftung
- 2008: Heisenberg-Professur der Deutschen Forschungsgemeinschaft (DFG)
- 2009: Patricia-Pahamy-Preis für gute Lehre der Fachschaft Physik an der Universität Marburg[18]
- 2022: Greve-Preis der Leopoldina, gemeinsam mit Jürgen Janek[19]

## Publikationen (Auswahl)
- B. Kunert, K. Volz, J. Koch, W. Stolz: Direct-band-gap Ga(NAsP)-material system pseudomorphically grown on GaP substrate. In: Applied Physics Letters. Band 88, Nr. 18, Mai 2006, ISSN 0003-6951, S. 182108, doi:10.1063/1.2200758.
- O. Rubel, I. Németh, W. Stolz, K. Volz: Modeling the compositional dependence of electron diffraction in dilute GaAs- and GaP-based compound semiconductors. In: Physical Review B. Band 78, Nr. 7, 25. August 2008, ISSN 1098-0121, S. 075207, doi:10.1103/PhysRevB.78.075207.
- Kerstin Volz, Jörg Koch, Falko Höhnsdorf, Bernardette Kunert, Wolfgang Stolz: MOVPE growth of dilute nitride III/V semiconductors using all liquid metalorganic precursors. In: Journal of Crystal Growth. Band 311, Nr. 8, April 2009, ISSN 0022-0248, S. 2418–2426, doi:10.1016/j.jcrysgro.2008.09.210.
- Nils W. Rosemann, Jens P. Eußner, Andreas Beyer, Stephan W. Koch, Kerstin Volz, Stefanie Dehnen, Sangam Chatterjee: A highly efficient directional molecular white-light emitter driven by a continuous-wave laser diode. In: Science. Band 352, Nr. 6291, 10. Juni 2016, ISSN 0036-8075, S. 1301–1304, doi:10.1126/science.aaf6138.
- Daniel Weber, Jing Lin, Anuj Pokle, Kerstin Volz, Jürgen Janek, Torsten Brezesinski, Matteo Bianchini: Tracing Low Amounts of Mg in the Doped Cathode Active Material LiNiO 2. In: Journal of The Electrochemical Society. Band 169, Nr. 3, 1. März 2022, ISSN 0013-4651, S. 030540, doi:10.1149/1945-7111/ac5b38.
- M. Fey, M. Stein, C. Fuchs, W. Stolz, K. Volz, S. Chatterjee: Phase relaxation control in heterostructures featuring charge-transfer excitons. In: Physical Review B. Band 106, Nr. 16, 10. Oktober 2022, ISSN 2469-9950, S. 165303, doi:10.1103/PhysRevB.106.165303.